# غش الزوجية (فلم)
غش الزوجية هو فيلم كوميدي مصري إنتاج 2012، بطولة الفنان رامز جلال والفنانة إيمي سمير غانم.

## القصة
يتعاقد رجل الأعمال بدران كامل صاحب مصنع مستحضرات التجميل، مع شركة فيرونيكا الإيطالية لتصنيع منتجاتها في مصر، معتمداً على بيع قطعة أرض بالغردقة، تحقق له السيولة المالية، ولكن تعذر بيع الأرض، لبعض الخلافات عليها، مما جعله في موقف صعب ماليا، ولأنه لا يمتلك مالاً لدفع الشرط الجزائى، للشركة الإيطالية، يلجأ لقرض مالي من البنك، ولأن ظروف شركته صعب، مما يصعب إتمام القرض، فقد لجأ للتقارب مع مدير البنك فؤاد الملط زميل دراسته، وكان الأمر صعباً لكون الملط رجل جاد وحاد الطباع، وعندما علم أن له ابنة شابه، يسعى لتزويجها بأي وسيلة، فقد قرر أن يستعين بإبنه حازم، مدير الدعاية والتسويق بالشركة، ليزوجه من ابنة مدير البنك سلمى. كان حازم شاب فلاتي متعدد العلاقات النسائية، وخبير الإيقاع بالنساء في حبائله، بما يمتلك من سمات شخصية ومالية، وقد أمكن إقناعه بالزواج من سلمى لإنقاذ الشركة، وبعد الحصول على القرض، يمكنه أن يتخلص منها بالطلاق، ورضخ حازم لقبول الزواج من سلمى إرضاءاً لوالده. كانت سلمى كابتن فريق كرة القدم النسائية بالنادى، أقرب للرجال منها للنساء، فقد أغفلت إظهار إنوثتها، وتشبهت بالرجال في كلامها وتصرفاتها ولبسها، ولا يعرف وجهها طريقاً لمستحضرات التجميل، بسبب تمتع الرجال بحرية أكثر من تلك التي تتمتع بها الفتيات، وقد كانت عازفة عن مجرد التفكير في الزواج، مما جعل والدها لإدعاء الإصابة بأزمة قلبية، ألزمته الإقامة بالعناية المركزة، وحذر الطبيب من تعرضه لأي إنفعال، ورضخت سلمى لقبول الزواج من حازم إرضاءاً لوالدها. وتم الزواج بعد تقديم شبكة باهظة الثمن، وكتب بدران شيكاً بدون رصيد ثمناً لها، وإمتنعت سلمى عن تقديم واجبات الزواج لحازم، وإستخدمت معه كل ماتعلمته من فنون القتال الرجالية، وإدعت أمام أهلها أن زوجها عاجز جنسياً، هذا عدا الفصول الباردة التي إستخدمتها معه، ولجأت والدتها شهيرة هانم لصديقتها الدكتورة بهيجة لعلاج حازم بإمداده بالمنشطات اللازمة، ووضعها الملط له في شوربة الكوارع، والتي شربها والده بدران، وكانت فضيحة، فقد تحرش بالخادمة عنايات، وواجهت الدكتورة حازم بعجزه، فأخبرهم بالحقيقة، وحاول حازم بكل الطرق استمالة سلمى، بعد أن تسلل حبها لقلبه، خصوصاً بعد أن علمت بضائقتهم المالية، فقدمت لهم الدعم بالتنازل عن خاتمها الثمين، ولكن تمكن بدران من بيع أرض الغردقة، وأصبح غير محتاج للقرض، ولكن كان حازم قد أحب سلمى، وبمرور الوقت تسلل الحب لقلب سلمى، غير أن هايدى، إحدى علاقات حازم قبل الزواج، تدخلت وأفسدت العلاقة بينهما، وواجهت سلمى بعيوبها، وإبتعادها عن مظاهر الإنوثة، فأصلحت سلمى من نفسها، وتمنع حازم عن أي علاقة نسائية، وإنهمك في عمله بالشركة، ولم تفلح كل تلك التغيرات في استعادة الود بين الزوجين، فإدعى حازم إصابته في حادث سيارة مريع، وكسر عموده الفقرى، فضعفت مقاومة سلمى، وإعترفت لحازم بحبها له، والذي هب من رقدته لمعانقتها، فتنبهت للملعوب، وحاولت العودة لما سبق، ولكنه لم يستجب لها، وأرغمها على العودة لطبيعتها الإنثوية.

## طاقم التمثيل
- رامز جلال بدور حازم
- إيمي سمير غانم بدور سلمى
- حسن حسني بدور بدران كامل
- إدوارد بدور رؤوف
- مها أبو عوف بدور شهيرة والدة سلمى
- يوسف فوزي بدور فؤاد الملط
- رجاء الجداوي ضيف شرف بدور دكتورة بهيجة
- مي القاضي بدور هايدي
- جيهان أنور بدور كابتن فرج
- سمر جابر بدور عنايات
- محمد نصر بدور رجل السينما
- سامح أبو الغار بدور الطبيب
- أحمد هيبة بدور خلف البواب
- أحمد الزرقاء بدور بودي جارد
- ميرا خليل بدور إيلينا
- نور الألفي بدور موديل إعلانات
- داليا التوني بدور موديل إعلانات
- محمد الكيلاني بدور عامل المسمط

## أغنية الفيلم
| اسم الاغنية  | زمن الاغنية | غناء      | كلمات     | لحن             | توزيع     | م. صوت     |
| الخصام ممنوع | 2.33        | رامز جلال | ملاك عادل | محمد عبد المنعم | أحمد عادل | هاني محروس |

## روابط خارجية
- مقالات تستعمل روابط فنية بلا صلة مع ويكي بيانات